# Berlin-Johannisthal
Berlin-Johannisthal [ˈjoːhanˈnɪstaːl]  est un quartier de Berlin situé dans l'arrondissement de Treptow-Köpenick. L'ancienne commune fut intégrée en 1920 dans le Grand Berlin et faisait partie jusqu'à la réforme de l'administration de 2001 du district de Treptow. 

## Géographie

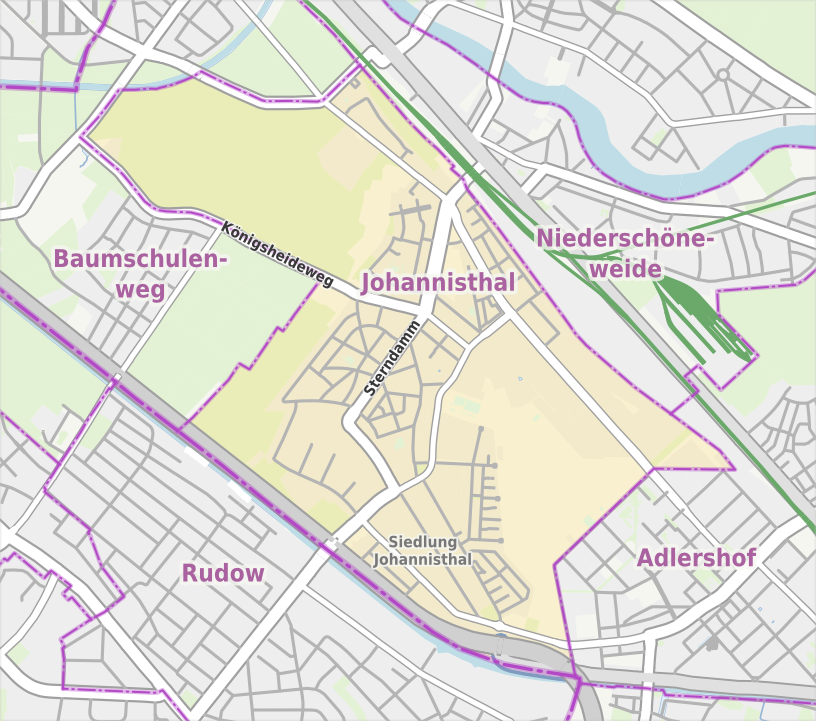
Carte de Johannisthal et des quartiers limitrophes.

Le quartier est limitrophe au Nord-Est de Niederschöneweide, au Nord-Ouest de Baumschulenweg et au Sud-Est de Adlershof. Situé dans Berlin-Est après la Seconde Guerre mondiale, Johannisthal était délimité au sud et au sud-ouest par le mur de Berlin qui le séparait du quartier de Rudow faisant partie de l'arrondissement de Neukölln. 
La ligne de Berlin à Görlitz constitue la limite nord-est du quartier. Au Sud-Ouest, il s'étend au rivage du canal de Teltow. Dans le Sud-Est se trouve le terrain de l'ancien aérodrome de Johannisthal.

## Population
Le quartier comptait 19 683 habitants le 1er janvier 2017 selon le registre des déclarations domiciliaires, c'est-à-dire 3 010 hab./km2.

## Histoire
Le village de Johannisthal n'était pas encore mentionné dans le « cadastre » (Landbuch) de Charles IV en 1375. La première mention figure dans un contrat de location du 16 novembre 1753, sous le règne du roi Frédéric II. Ses premiers habitants étaient entre autres des cordiers venus du Palatinat. La colonie de Johannisthal a été nommé ainsi d'après son fondateur Johann Wilhelm Werner († 1754), conseiller de la chambre prussienne.
En 1880, la gare ferroviaire sur la ligne de Berlin à Görlitz a été ouverte. Cette station s'appela jusqu'en 1929 Niederschöneweide-Johannisthal et depuis Berlin Schöneweide. En 1884, le quartier reçut l'appellation Bad (« les-bains », station thermale) mais qui disparut rapidement à la suite de l'urbanisation. De 1905 à 1906, la municipalité construisit sur des plans de Georg Roensch, sculpteur et architecte de Charlottenbourg, la mairie de style Néorenaissance, devenue depuis un centre socioculturel et un musée des traditions régionales.

### Les activités aéronautiques
En 1909, fut ouvert le premier aéroport d'Allemagne désigné Flugplatz Johannisthal. C'est là que s'écrasa en 1913 le ballon dirigeable Zeppelin LZ-18. Dans la période qui précéda la Première Guerre mondiale, plusieurs sociétés de construction aéronautique s'y installèrent dont Rumpler-Etrich-Taube. (voir aussi : Bücker Flugzeugbau, Beate Köstlin, Ehrenfried Günther von Hünefeld, etc.)
L'histoire de la poste aérienne civile allemande y débuta le 5 février 1919. À partir de cette date, les vols bi-quotidiens assurés par la Deutsche Luftreederei (DLR, fondée par AEG) transportaient le courrier de la capitale (surtout la presse) vers Weimar où siégeait l'assemblée constituante.
Cette liaison " aéropostale " ne pouvait être utilisée au début que par les députés de l'assemblée nationale qui avait été déplacée à Weimar (capitale de Thuringe) du fait des émeutes et de la situation révolutionnaire dans Berlin. La ligne fut ouverte au public quelques mois plus tard.
(…)
Après la Seconde Guerre mondiale, en 1945, l'Armée rouge utilisa l'aéroport. 
Après la chute du mur de Berlin, l'aéroport fut fermé définitivement en 1995. L'espace est occupé en grande partie par un parc paysager.

### Les activités cinématographiques
En 1920 fut fondée la société Johannisthaler Filmanstalt GmbH (appelée aussi JOFA-ATELIER). C'est là que furent tournés des films célèbres comme :
- en 1922, les prises de vues en studio pour Nosferatu le vampire de Friedrich Wilhelm Murnau avec Max Schreck,
- en 1928, le Citoyen Jean Buckler, dit Schinderhannes (Jean-le-tueur), mis en scène par Curtis Bernhardt sur un scénario de Carl Zuckmayer.

En 1929, le cinéma parlant fit son arrivée et les studios furent repris dans les années 1930 par la société Tobis-Filmkunst GmbH.
Après la Seconde Guerre mondiale, la DEFA (en plus de Ufa) reprit le site de production de Tobis. En 1946 fut tourné-là le premier film allemand de l'après-guerre, Les assassins sont parmi nous (Die Mörder sind unter uns) avec Hildegard Knef dans le rôle principal dans une mise en scène de Wolfgang Staudte. Au cours des années suivantes, les studios servirent aussi pour des comédies (Gruppe Johannisthal) et des travaux de synchronisation.

### Urbanisme
À partir de 1953, le premier bâtiment construit à partir d'éléments préfabriqués dans un but de rationalisation (Plattenbau) a été érigé à titre expérimental par l'Académie d'architecture de la RDA dans la rue Engelhardstraße aux numéros 11-13. Carl Fieger était l'un des principaux instigateurs de ce projet.
Le 13 août 1961, le quartier fut isolé du reste de Berlin-Ouest (arrondissement de Neukölln) par la construction du mur de Berlin jusqu'à sa chute en 1989.

### Les différentes subdivisions
- Alt-Johannisthal (Johannisthal-le-vieux, Winckelmannstraße)
- Eisenbahnsiedlung (cité des cheminots, Friedrich-List-Str., Hagedornstraße)
- Kleinhaussiedlung (cité des maisonnettes, Am Alten Fenn)
- Komponisten-Viertel (cité des compositeurs, Fielitzstraße)
- Schliemann-Siedlung (cité Schliemann, Eisenhutweg)
- Johannisthal-Süd (cité sud, Springbornstraße)
- Flugplatz-Siedlung (cité de l'aérodrome)

### Quelques noms de rues
- Sterndamm
- Königsheideweg
- Südostallee
- Groß-Berliner Damm
- Segelfliegerdamm
- Springbornstraße
- Stubenrauchstraße
- Eisenhutweg (longeait le mur de Berlin)
- Herrenhausstraße
- Winckelmannstraße (la plus ancienne partie de Johannisthal)

## Habitants célèbres de Johannisthal
- Angelika Barbe (*1951) - s'est battue pour défendre les droits des citoyens en RDA, députée au Bundestag de 1990 à 1994
- Melli Beese (1886–1925) – première pilote allemande
- Prof. Heinrich Deiters (1887–1966) – pédagogue réformateur
- Prof. Ludwig Deiters (* 1921) – architecte, "Generalkonservator" au temps de la RDA
- Friedrich Ebert junior (1894–1979) – maire de Berlin-Est
- Horst Gibtner (1940–2006) – dernier ministre des transports de la RDA 1990
- Prof. Bernhard Grzimek (1909–1987) – vétérinaire, défenseur de la nature, zoologiste
- Dr. Gregor Gysi (* 1948) – avocat, politicien, député
- Klaus Gysi (1912–1999) – ministre de la culture de la RDA, ambassadeur
- Prof. Fritz Klein (* 1924) – historien
- Claudia Uhle (*1976) - musicienne, chanteuse du groupe X-Perience
- Prof. Dieter Zechlin (* 1926) – pianiste

## Transports

### Gares de S-Bahn
Ligne de Berlin à Görlitz       :
Schöneweide
Johannisthal